# Cylindromyia
Cylindromyia är ett släkte av tvåvingar. Cylindromyia ingår i familjen parasitflugor.

## Dottertaxa tillCylindromyia, i alfabetisk ordning[1][2]
- Cylindromyia aberrans
- Cylindromyia agnieszkae
- Cylindromyia aldrichi
- Cylindromyia alticola
- Cylindromyia ampla
- Cylindromyia angustipennis
- Cylindromyia angustissimifrons
- Cylindromyia anthracina
- Cylindromyia apicalis
- Cylindromyia arator
- Cylindromyia armata
- Cylindromyia arnaudi
- Cylindromyia atra
- Cylindromyia atrata
- Cylindromyia atratula
- Cylindromyia atricauda
- Cylindromyia auriceps
- Cylindromyia aurigans
- Cylindromyia aurohumera
- Cylindromyia aurora
- Cylindromyia bakeri
- Cylindromyia bicolor
- Cylindromyia bigoti
- Cylindromyia bimacula
- Cylindromyia binotata
- Cylindromyia brasiliana
- Cylindromyia brassicaria
- Cylindromyia brevicornis
- Cylindromyia brunnea
- Cylindromyia californica
- Cylindromyia carinata
- Cylindromyia carolinae
- Cylindromyia completa
- Cylindromyia compressa
- Cylindromyia crassa
- Cylindromyia cuspidata
- Cylindromyia cylindrica
- Cylindromyia decora
- Cylindromyia deserta
- Cylindromyia dimidiata
- Cylindromyia diversa
- Cylindromyia dolichocera
- Cylindromyia dorsalis
- Cylindromyia dotatas
- Cylindromyia epytus
- Cylindromyia eronis
- Cylindromyia ethelia
- Cylindromyia euchenor
- Cylindromyia evibrissata
- Cylindromyia expansa
- Cylindromyia flavibasis
- Cylindromyia flavitibia
- Cylindromyia fumipennis
- Cylindromyia fuscipennis
- Cylindromyia gemma
- Cylindromyia hamata
- Cylindromyia hemimelaena
- Cylindromyia hermonensis
- Cylindromyia hirtipleura
- Cylindromyia hobartana
- Cylindromyia intermedia
- Cylindromyia interrupta
- Cylindromyia lavinia
- Cylindromyia lobata
- Cylindromyia luciflua
- Cylindromyia marginalis
- Cylindromyia maroccana
- Cylindromyia minor
- Cylindromyia mirabilis
- Cylindromyia miracula
- Cylindromyia montana
- Cylindromyia morio
- Cylindromyia munita
- Cylindromyia nana
- Cylindromyia nigricosta
- Cylindromyia nigrina
- Cylindromyia nigrita
- Cylindromyia obscura
- Cylindromyia ochrescens
- Cylindromyia ocypteroides
- Cylindromyia orientalis
- Cylindromyia oxyphera
- Cylindromyia pacifica
- Cylindromyia pandulata
- Cylindromyia pendunculata
- Cylindromyia persica
- Cylindromyia petiolata
- Cylindromyia pictipennis
- Cylindromyia pilipes
- Cylindromyia pilosa
- Cylindromyia pirioni
- Cylindromyia platensis
- Cylindromyia porteri
- Cylindromyia propusilla
- Cylindromyia pusilla
- Cylindromyia pyralidis
- Cylindromyia rectinervis
- Cylindromyia retroflexa
- Cylindromyia rieki
- Cylindromyia robusta
- Cylindromyia rubida
- Cylindromyia rufifemur
- Cylindromyia rufifrons
- Cylindromyia rufipes
- Cylindromyia scapularis
- Cylindromyia sensua
- Cylindromyia signata
- Cylindromyia signatipennis
- Cylindromyia simplex
- Cylindromyia soror
- Cylindromyia sternalis
- Cylindromyia sydneyensis
- Cylindromyia theodori
- Cylindromyia thompsoni
- Cylindromyia tibetensis
- Cylindromyia townsendi
- Cylindromyia tricolor
- Cylindromyia umbripennis
- Cylindromyia unguiculata
- Cylindromyia uniformis
- Cylindromyia uruguayensis
- Cylindromyia westralica
- Cylindromyia xiphias
- Cylindromyia xylotina